# Deutschland sucht den Superstar
Deutschland sucht den Superstar (Nederlands: Duitsland zoekt de superster, afgekort DSDS) is een televisieprogramma op de Duitse televisiezender RTL.
Het programma is de Duitse versie van het Pop Idol-concept, dat in Nederland bekend werd onder de titel Idols en in Vlaanderen onder de titel Idool. Het programma begint met auditieafleveringen, daarna volgt de recall op een tropisch eiland waarna het programma wordt afgesloten met tien liveshows, vanuit een grote studio in Keulen uitgezonden. Sinds 2015 zijn de liveshows afgeschaft. Alleen de finale wordt nog rechtstreeks uitgezonden, vanuit een stadion. In plaats van de liveshows zijn daarnaast drie eventshows gekomen, met aansluitend live een korte uitslag.

## Winnaars DSDS
- Seizoen 1 - 2003: Alexander Klaws
- Seizoen 2 - 2004: Elisabeth Erl
- Seizoen 3 - 2006: Tobias Regner
- Seizoen 4 - 2007: Mark Medlock
- Seizoen 5 - 2008: Thomas Godoj
- Seizoen 6 - 2009: Daniel Schuhmacher
- Seizoen 7 - 2010: Mehrzad Marashi
- Seizoen 8 - 2011: Pietro Lombardi
- Seizoen 9 - 2012: Luca Hänni (uit Zwitserland)
- Seizoen 10 - 2013: Beatrice Egli (uit Zwitserland)
- Seizoen 11 - 2014: Aneta Sablik
- Seizoen 12 - 2015: Severino Seeger
- Seizoen 13 - 2016: Prince Damien Ritzinger
- Seizoen 14 - 2017: Alphonso Williams
- Seizoen 15 - 2018: Marie Wegener
- Seizoen 16 - 2019: Davin Herbrüggen
- Seizoen 17 - 2020: Ramon Roselly (Kaselowsky)
- Seizoen 18 - 2021: Jan-Marten Block
- Seizoen 19 - 2022: Harry Laffontien
- Seizoen 20 - 2023: Sem Eisinger
- Seizoen 21 - 2024:

## Trivia
Van alle kandidaten is de winnaar van seizoen 1 Alexander Klaws, met 3 nummer één-singles in Duitsland (Take me Tonight, Free Like The Wind, Behind The Sun) en 2 nummer één-albums (Take Your Chance, Here I Am) het succesvolste. Zijn 3e album genaamd 'Attention!', kon het succes niet evenaren.
Gracia Baur, nummer 5 uit seizoen 1 vertegenwoordigde Duitsland in 2005 op het Eurovisiesongfestival in Kiev met het nummer 'Run And Hide', en werd laatste in de finale met 4 punten.
Van veel kandidaten die na de show een platencontract hebben bij BMG worden vele platen geproduceerd door juryvoorzitter en ex-Modern Talking-lid Dieter Bohlen.
De finalisten van seizoen 1 brachten tijdens de liveshows het nummer 'We Have A Dream' op plaat. De plaat stond begin 2003 6 weken op nummer 1 in de Duitste hitlijsten.
De recalls verlopen bij DSDS anders. Het eerste deel (met nog 100 kandidaten) wordt in Berlijn opgenomen, deel 2 (nog 30 kandidaten over) wordt sinds seizoen 6 buiten Duitsland gehouden zoals op de Bahama's, Curaçao, Malediven, Tenerife.
Ook de 'workshops' zijn regelmatig van format veranderd. In seizoen 1 deden er 30 kandidaten (3 shows met 10 kandidaten) mee, in seizoen 2 50 (5 shows met 10 kandidaten), in seizoen 3 en 4 20 (in 4 liveshows vrouwen & mannen gescheiden). Vanaf seizoen 5 zijn de workshops vervangen door een liveshow met 15 kandidaten waarin de beste 10 doorstoten naar de liveshows. 7 kandidaten worden door het publiek gekozen, 3 worden gekozen door de jury.
Traditioneel zijn er 10 finalisten bij DSDS die de liveshows ingaan, uitzondering hierop vormde seizoen 2 waarin 13 finalisten waren, mede door dat er 3 wildcards werden uitgedeeld.
De nummers 1 en 2 van seizoen 8, Pietro Lombardi & Sarah Engels werden verliefd op elkaar in de loop het van het seizoen en zijn later getrouwd.
De Zwitser Luca Hänni werd als winnaar van seizoen 9 de eerste niet-Duitse winnaar van DSDS. Sinds seizoen 8 kunnen ook kandidaten uit Oostenrijk en Zwitserland meedoen aan het programma mede door de populariteit van de show in beide landen (in Oostenrijk & Zwitserland is RTL vrijwel overal te ontvangen). In Seizoen 10 won de Zwitserse Beatrice Egli met een Duitstalig schlagerrepertoire.
In 2015 haalde de Nederlandse Erica Groeneveld, daar bekend onder de naam Erica Greenfield, de halve finale. Ze schoof aan bij RTL Late Night om te vertellen over haar hoogtepunten.
| Seizoen | Presentatie       | Presentatie         | Jury            | Jury               | Jury                | Jury        |
| ------- | ----------------- | ------------------- | --------------- | ------------------ | ------------------- | ----------- |
| 1       | Michelle Hunziker | Carsten Spengemann  | Dieter Bohlen   | Thomas M. Stein    | Shona Fraser        | Thomas Bug  |
| 2       | Michelle Hunziker | Carsten Spengemann  | Dieter Bohlen   | Thomas M. Stein    | Shona Fraser        | Thomas Bug  |
| 3       | Marco Schreyl     | Tooske Ragas        | Dieter Bohlen   | Heinz Henn         | Sylvia Kollek       |             |
| 4       | Marco Schreyl     | Tooske Ragas        | Dieter Bohlen   | Heinz Henn         | Anja Lukaseder      |             |
| 5       | Marco Schreyl     |                     | Dieter Bohlen   | Andreas Läsker     | Anja Lukaseder      |             |
| 6       | Marco Schreyl     | Nina Eichinger      | Dieter Bohlen   | Volker Neumüller   |                     |             |
| 7       | Marco Schreyl     | Nina Eichinger      | Dieter Bohlen   | Volker Neumüller   |                     |             |
| 8       | Marco Schreyl     | Fernanda Brandao    | Dieter Bohlen   | Patrick Nuo        |                     |             |
| 9       | Marco Schreyl     | Natalie Horler      | Dieter Bohlen   | Bruce Darnell      |                     |             |
| 10      | Nazan Eckes       | Raul Richter        | Dieter Bohlen   | Bill Kaulitz       | Tolm Kaulitz        | Mateo Jasik |
| 11      | Nazan Eckes       |                     | Dieter Bohlen   | Marianne Rosenberg | Mieze Katz          | Kay One     |
| 12      | Oliver Geissen    | Mandy Capristo      | Dieter Bohlen   | DJ Antoine         | Heino               |             |
| 13      | Oliver Geissen    | Michelle            | Dieter Bohlen   | Vanessa Mai        | H. P. Baxxter       |             |
| 14      | Oliver Geissen    | Michelle            | Dieter Bohlen   | Shirin David       | H. P. Baxxter       |             |
| 15      | Oliver Geissen    | Ella Endlich        | Dieter Bohlen   | Carolin Niemczyk   | Mousse T.           |             |
| 16      | Oliver Geissen    | Pietro Lombardi     | Dieter Bohlen   | Oana Nechiti       | Xavier Naidoo       |             |
| 17      | Alexander Klaws   | Pietro Lombardi     | Dieter Bohlen   | Oana Nechiti       | Florian Silbereisen |             |
| 18      | Oliver Geissen    | Mike Singer         | Dieter Bohlen   | Maite Kelly        | Thomas Gottschalk   |             |
| 19      | Marco Schreyl     | Florian Silbereisen | Ilse DeLange    | Toby Gad           |                     |             |
| 20      | Laura Wontorra    | Dieter Bohlen       | Pietro Lombardi | Katja Krasavice    | Leony               |             |
| 21      | TBA               | Dieter Bohlen       | Pietro Lombardi | Beatrice Egli      | Loredana            |             |

## Auditiesteden
- Berlijn
- Hamburg
- München
- Keulen alleen seizoen 3 niet (In Keulen vinden ook de liveshows plaats)
- Stuttgart alleen seizoen 4
- Frankfurt alleen seizoen 4
- Dresden alleen seizoen 4
- Wuppertal allen seizoen 3
- Mallorca alleen seizoen 4&5
- Ibiza alleen seizoen 5

Vanaf seizoen 8 zijn er ook audities gehouden in Oostenrijk en Zwitserland.

## Vrijwillig vertrek uit het programma
- In seizoen 1 verliet Judith Lefeber vrijwillig na 3 liveshows de show. De reden was omdat ze de druk niet meer aankon. Toen de stemmen voor de liveshows van seizoen 1 bekend werden gemaakt had Lefeber tijdens liveshow 1 en 2 de meeste stemmen gekregen. Nicole Sussmilch die de 2de plaats pakte tijdens de wildcard-show verving haar, maar tijdens liveshow 5 moest ze al vertrekken.
- In seizoen 3 verliet Stephan Darmstaed de show omdat hij alle kritiek van de pers en de jury beu was, Didi Knoblauch (uitgeschakeld in de workshops) verving hem en haalde plaats 5.
- In seizoen 4 verliet Max Buskohl de show toen de show nog 3 kandidaten over hadden, hij wilde eigenlijk verder met zijn band, maar volgens de krant Bild vertrok vanwege dat hij ruzie had met medekandidaten en jurylid Dieter Bohlen. Martin Stosch (in de kwartfinale uitgeschakeld) vervangt hem voor de rest van het seizoen. Stosch haalde zelfs de finale nog, maar verloor van Mark Medlock.
- In seizoen 8 moest Nina Richel het programma om medische redenen verlaten. Zij werd opgevolgd door Sarah Engels die dat seizoen tweede werd.
- In seizoen 15 gaf deelnemer Diego na zijn recall optreden in Zuid-Afrika geïrriteerd aan dat de jury hem uit de competitie moest verwijderen nadat de jury kritiek gaf op zijn optreden. Dieter gaf daar gehoor aan en gaf aan dat hij moest vertrekken.

## Discografie
- Seizoen 1 - 2003: Album: "United" - Single: "We Have A Dream" - dvd: "Deutschland Sucht Den Superstar" (volledig seizoen 1)
- Seizoen 2 - 2004: Album: "Magic Of Music" - Single: "Believe in Miracles" - dvd,s: "Best Of Casting (Audities), Deutschland Sucht Den Superstar 2004" (Terugblik op Workshop en de eerste 5 liveshows), "And The Winner is Elli" (overzicht tot de finale)
- Seizoen 3 - 2006: Album: "Love Songs" - dvd: "Access All Areas" (hoogtepunten uit seizoen 3 plus backstage beelden)
- Seizoen 4 - 2007: Album: "Power Of Love" dvd: "Showtime: (Hoogtepunten uit seizoen 4 plus bonusmateriaal)
- Seizoen 5 - 2008: Album: "Fly Alone" - Single: "Fly Alone"

## Jury
| Jury                | S1 | S2 | S3 | S4 | S5 | S6 | S7 | S8 | S9 | S10 | S11 | S12 | S13 | S14 | S15 | S16 | S17 | S18 | S19 | S20 | S21 |
| ------------------- | -- | -- | -- | -- | -- | -- | -- | -- | -- | --- | --- | --- | --- | --- | --- | --- | --- | --- | --- | --- | --- |
| Dieter Bohlen       |    |    |    |    |    |    |    |    |    |     |     |     |     |     |     |     |     |     |     |     |     |
| Thomas M. Stein     |    |    |    |    |    |    |    |    |    |     |     |     |     |     |     |     |     |     |     |     |     |
| Shona Fraser        |    |    |    |    |    |    |    |    |    |     |     |     |     |     |     |     |     |     |     |     |     |
| Thomas Bug          |    |    |    |    |    |    |    |    |    |     |     |     |     |     |     |     |     |     |     |     |     |
| Sylvia Kollek       |    |    |    |    |    |    |    |    |    |     |     |     |     |     |     |     |     |     |     |     |     |
| Heinz Henn          |    |    |    |    |    |    |    |    |    |     |     |     |     |     |     |     |     |     |     |     |     |
| Anja Lukaseder      |    |    |    |    |    |    |    |    |    |     |     |     |     |     |     |     |     |     |     |     |     |
| Andreas Lasker      |    |    |    |    |    |    |    |    |    |     |     |     |     |     |     |     |     |     |     |     |     |
| Nina Eichinger      |    |    |    |    |    |    |    |    |    |     |     |     |     |     |     |     |     |     |     |     |     |
| Volker Neumuller    |    |    |    |    |    |    |    |    |    |     |     |     |     |     |     |     |     |     |     |     |     |
| Fernanda Brandao    |    |    |    |    |    |    |    |    |    |     |     |     |     |     |     |     |     |     |     |     |     |
| Patrick Nuo         |    |    |    |    |    |    |    |    |    |     |     |     |     |     |     |     |     |     |     |     |     |
| Natalie Horler      |    |    |    |    |    |    |    |    |    |     |     |     |     |     |     |     |     |     |     |     |     |
| Bruce Darnell       |    |    |    |    |    |    |    |    |    |     |     |     |     |     |     |     |     |     |     |     |     |
| Bill Kaulitz        |    |    |    |    |    |    |    |    |    |     |     |     |     |     |     |     |     |     |     |     |     |
| Tom Kaulitz         |    |    |    |    |    |    |    |    |    |     |     |     |     |     |     |     |     |     |     |     |     |
| Mateo Jasik         |    |    |    |    |    |    |    |    |    |     |     |     |     |     |     |     |     |     |     |     |     |
| Marianne Rosenberg  |    |    |    |    |    |    |    |    |    |     |     |     |     |     |     |     |     |     |     |     |     |
| Mieze Katz          |    |    |    |    |    |    |    |    |    |     |     |     |     |     |     |     |     |     |     |     |     |
| Kay One             |    |    |    |    |    |    |    |    |    |     |     |     |     |     |     |     |     |     |     |     |     |
| Mandy Capristo      |    |    |    |    |    |    |    |    |    |     |     |     |     |     |     |     |     |     |     |     |     |
| DJ Antione          |    |    |    |    |    |    |    |    |    |     |     |     |     |     |     |     |     |     |     |     |     |
| Heino               |    |    |    |    |    |    |    |    |    |     |     |     |     |     |     |     |     |     |     |     |     |
| Michelle            |    |    |    |    |    |    |    |    |    |     |     |     |     |     |     |     |     |     |     |     |     |
| H.P. Baxxter        |    |    |    |    |    |    |    |    |    |     |     |     |     |     |     |     |     |     |     |     |     |
| Shirin David        |    |    |    |    |    |    |    |    |    |     |     |     |     |     |     |     |     |     |     |     |     |
| Ella Endlich        |    |    |    |    |    |    |    |    |    |     |     |     |     |     |     |     |     |     |     |     |     |
| Carolin Niemczyk    |    |    |    |    |    |    |    |    |    |     |     |     |     |     |     |     |     |     |     |     |     |
| Mousse T.           |    |    |    |    |    |    |    |    |    |     |     |     |     |     |     |     |     |     |     |     |     |
| Xavier Naidoo       |    |    |    |    |    |    |    |    |    |     |     |     |     |     |     |     |     |     |     |     |     |
| Oana Nechiti        |    |    |    |    |    |    |    |    |    |     |     |     |     |     |     |     |     |     |     |     |     |
| Florian Silbereisen |    |    |    |    |    |    |    |    |    |     |     |     |     |     |     |     |     |     |     |     |     |
| Pietro Lombardi     |    |    |    |    |    |    |    |    |    |     |     |     |     |     |     |     |     |     |     |     |     |
| Mike Singer         |    |    |    |    |    |    |    |    |    |     |     |     |     |     |     |     |     |     |     |     |     |
| Maite Kelly         |    |    |    |    |    |    |    |    |    |     |     |     |     |     |     |     |     |     |     |     |     |
| Thomas Gottschalk   |    |    |    |    |    |    |    |    |    |     |     |     |     |     |     |     |     |     |     |     |     |
| Toby Gad            |    |    |    |    |    |    |    |    |    |     |     |     |     |     |     |     |     |     |     |     |     |
| Ilse DeLange        |    |    |    |    |    |    |    |    |    |     |     |     |     |     |     |     |     |     |     |     |     |
| Katja Krasavice     |    |    |    |    |    |    |    |    |    |     |     |     |     |     |     |     |     |     |     |     |     |
| Leony               |    |    |    |    |    |    |    |    |    |     |     |     |     |     |     |     |     |     |     |     |     |
| Loredana            |    |    |    |    |    |    |    |    |    |     |     |     |     |     |     |     |     |     |     |     |     |
| Beatrice Egl        |    |    |    |    |    |    |    |    |    |     |     |     |     |     |     |     |     |     |     |     |     |

Seizoen 1 en 2
- Dieter Bohlen
- Shona Fraser
- Thomas Bug
- Thomas Stein

Seizoen 3
- Dieter Bohlen
- Sylvia Kollek
- Heinz Henn

Seizoen 4
- Dieter Bohlen
- Anja Lukasender
- Heinz Henn

Seizoen 5
- Dieter Bohlen
- Anja Lukasender
- Andreas Läsker

Seizoen 6 en 7
- Dieter Bohlen
- Volker Neumüller
- Nina Eichinger (In de finale 7: Sylvie van der Vaart)

Seizoen 8
- Dieter Bohlen
- Patrick Nuo
- Fernanda Brandao

Seizoen 9
- Dieter Bohlen
- Bruce Darnell
- Natalie Horler

Seizoen 10
- Dieter Bohlen
- Bill Kaulitz (Tokio Hotel)
- Tom Kaulitz (Tokio Hotel)
- Mateo Jasik (Culcha Candela)
- Andrea Berg. (Alleen in liveshow 7)

Seizoen 11
- Dieter Bohlen
- Marianne Rosenberg
- Kay One
- Mieze Katz

Seizoen 12
- Dieter Bohlen
- Heino
- Mandy Capristo
- DJ Antoine

Seizoen 13
- Dieter Bohlen
- H.P. Baxxter
- Vanessa Mai
- Michelle

Seizoen 14
- Dieter Bohlen
- Michelle
- Shirin David
- H.P. Baxxter

Seizoen 15
- Dieter Bohlen
- Ella Endlich
- Carolin Niemczyk
- Mousse T.

Seizoen 16 en 17
- Dieter Bohlen
- Pietro Lombardi
- Oana Nechiti
- Xavier Naidoo
- Florian Silbereisen. (Alleen in liveshow 2 - 4)

Seizoen 18
- Dieter Bohlen
- Maite Kelly
- Michael Wendler. (Alleen in castings)
- Mike Singer

Seizoen 19
- Florian Silbereisen
- Ilse Delange
- Toby Gad

Seizoen 20
- Dieter Bohlen
- Pietro Lombardi
- Katja Krasavice
- Leony

Seizoen 21
- Dieter Bohlen
- Pietro Lombardi

## Presentatoren

#### Seizoen 1 en 2
- Michelle Hunziker
- Carsten Spengemann

#### Seizoen 3 en 4
- Tooske Ragas
- Marco Schreyl

#### Seizoen 5, 6, 7, 8 en 9
- Marco Schreyl

#### Seizoen 10
- Nazan Eckes
- Raúl Richter

#### Seizoen 11
- Nazan Eckes, in halve finale wegens ziekte vervangen door Daniel Hartwich.

#### Seizoen 12, 13, 14, 15 en 16
- Oliver Geissen

#### Seizoen 17 en 18
- Alexander Klaws

Seizoen 19
- Marco Schreyl

Seizoen 20
- Laura Wontorra

## DSDS Kids
In 2012 startte RTL met 'DSDS Kids'. Een variant van Deutsland sucht den Superstar, alleen dan met kinderen (vergelijkbaar met The Voice Kids). In tegenstelling tot de volwassenen editie, zijn er alleen studioshows en geen audities. In de jury namen Dieter Bohlen, Michelle Hunziker en Dana Schweiger plaats. Presentatie was in handen van Daniel Assmann, De 10-jarige Marco won het programma, Het programma keert vanwege tegenvallende kijkcijfers in 2013 niet meer terug.